# روان بارزاني
روان إدريس بارزاني (مواليد 17 فبراير 1981) هو ابن الزعيم الكردي الراحل إدريس بارزاني وأخ الرئيس الحالي لمنطقة كردستان، نيجيرفان بارزاني. هو قائد اللواء الأول للقوات الخاصة في منطقة كردستان. وهو أيضًا ابن عم رئيس وزراء إقليم كردستان، مسرور بارزاني، وقائد الكتيبة الأولى من القوات الخاصة الكردية.
لعب روان بارزاني دورًا رئيسيًا في محاربة وهزيمة جماعة داعش الإرهابية منذ صعودها في عام 2014، وأشرف على جبهة طويلة تمتد لأكثر من 100 كيلومتر من سد الموصل إلى سنجار. هو معروف بدعمه ومساعدته للمحتاجين وقد أطلق عدة مبادرات لدعم الشباب.